# Lettre anonyme au Roi
Les historiens de la littérature française du XVIIIe siècle désignent comme Lettre anonyme au Roi une lettre envoyée anonymement au roi de France Louis XIV par Louis de Rouvroy, duc de Saint-Simon, en avril 1712. Dans ce texte, longuement développé, alternent la déploration sur les malheurs du royaume et un réquisitoire implacable contre la politique royale.
Dictée à l'occasion de la disparition soudaine du dauphin, généralement nommé le « duc de Bourgogne », sur lequel Saint-Simon fondait tous ses espoirs pour le redressement politique du royaume de France, la Lettre anonyme au Roi est un document exceptionnel dans l'histoire et la littérature françaises, par le style de son auteur et la noblesse de ses vues. Selon François-Régis Bastide, « Louis XIV n'a pas eu de plus forte oraison funèbre ».

## Contexte
En 1712, le duc de Bourgogne meurt, en même temps que son épouse et leur fils aîné. Saint-Simon est brisé. À ce point des Mémoires, l'émotion lui fait seulement écrire : « Ces Mémoires ne sont pas fait pour y rendre compte de mes sentiments : en les lisant, on ne les sentira que trop, si jamais, longtemps après moi, ils paraissent ». Mais il ne s'en tient pas là.

## Présentation
« Le tiers état, infiniment relevé dans quelques particuliers qui ont fait leur fortune par le ministère ou par d'autres voies, est tombé en général dans le même néant que les deux premiers corps [la noblesse et le clergé]. Les divers tribunaux qui ont souvent paru avec quelque éclat dans les temps fâcheux, ne nourrissent plus de ces magistrats dignes de l'ancienne Rome par leur doctrine et par leur intégrité, de ces colonnes de l'État par leurs grandes actions, par leur application constante, par leur savoir profond, par leur génie. Ceux d'aujourd'hui, accoutumés aux mœurs présentes, contents de savoir juger les procès, s'en acquittent comme ils peuvent, entraînés souvent par le torrent des jeunes gens et des gens nouveaux qui emportent la pluralité des voix. La discipline, l'étude, la gravité, ne sont plus des talents d'usage ; et il n'est que trop vrai de dire que, les riches uniquement appliqués à conserver leur bien, et les pauvres à en acquérir ou à vivre, la magistrature est généralement tombée dans le même abîme qui enfouit le clergé et la noblesse. Pour ce qui est du reste du tiers état, sièges subalternes, corps de ville bourgeois, la misère, la mécanique, la grossièreté les a tous ensevelis sans éducation et sans étude que celle de vivre au jour la journée avec un pénible travail ; de là on peut inférer ce que sont les artisans et les paysans de la campagne. »

### Édition moderne
- Saint-Simon, Mémoires (extraits) et œuvres diverses, Paris, Gallimard, coll. « Folio classique », 1993, 612 p. (ISBN 2-07-038644-9)
  - Yves Coirault, Préface, p. 7-13
  - Saint-Simon, Lettre anonyme au Roi (avril 1712), p. 343-391
  - Yves Coirault, Notes, p. 446-595
- Saint-Simon, Les Siècles et les jours. Lettres (1693-1754) et Note « Saint-Simon » des Duchés-pairies, etc., Paris, Éditions Honoré Champion, 2000, 1064 p. (ISBN 978-2-7453-0251-9), textes réunis et commentés par Yves Coirault, préface d'Emmanuel Le Roy Ladurie
  - Emmanuel Le Roy Ladurie, Préface, p. VII-XVII
  - Yves Coirault, Introduction, p. 11-14
  - Saint-Simon, Lettre anonyme au Roi (avril 1712), p. 623-674

### Mémoiresde Saint-Simon
- Saint-Simon, Mémoires (1711-1714), Paris, Gallimard, coll. « Bibliothèque de la Pléiade » (no 95), 1985, 1546 p. (ISBN 2-07-011011-7)
  - Yves Coirault, Notes et variantes, p. 1053-1524

### Monographies
- François-Régis Bastide, Saint-Simon par lui-même, Paris, Seuil, coll. « Microcosme, Écrivains de toujours » (no 15), 1953, réed. 1977 et 1985, 192 p. (ISBN 978-2-02-000015-4 et 2-02-000015-6)
- Georges Poisson, Album Saint-Simon, Paris, Gallimard, coll. « La Pléiade » (no 8), 1969, 324 p.

### Études littéraires
- Collectif, Cahiers Saint-Simon, Paris, Société Saint-Simon (no 7), 1979, 96 p.
  - (de + fr) Leo Spitzer (trad. Eva Marcu), Le portrait de Louis XIV par Saint-Simon, p. 37-67